# Сушка
Сушка — маленький сухий бублик.[джерело?]
Сушки київські — сушки у формі великого кільця, посипані маком.
Сушки «Малятко» — сушки у формі маленького кільця.
Раніше сушки зазвичай продавалися нанизаними на шпагат, проте нині практично скрізь продаються запакованими в пакети. До 1950 року оброблення бубличних виробів здійснювалася вручну, пізніше був впроваджений автомат для формування бубликів.
Назва «сушка» імовірно означає висушений продукт, який являє собою заготовину на зиму. Вироби сушаться в процесі запікання, при цьому сушки висушуються сильніше: вміст води в готових бублик в залежності від сорту становить 14–17%, в сушках — 8,5–12%.
Діаметр сушки зазвичай становить від 4 до 12 см (бублики звичайно крупніше сушок). При приготуванні в сушки часто додають мак або кунжут, рідше — ваніль або горіхове борошно.

## Галерея

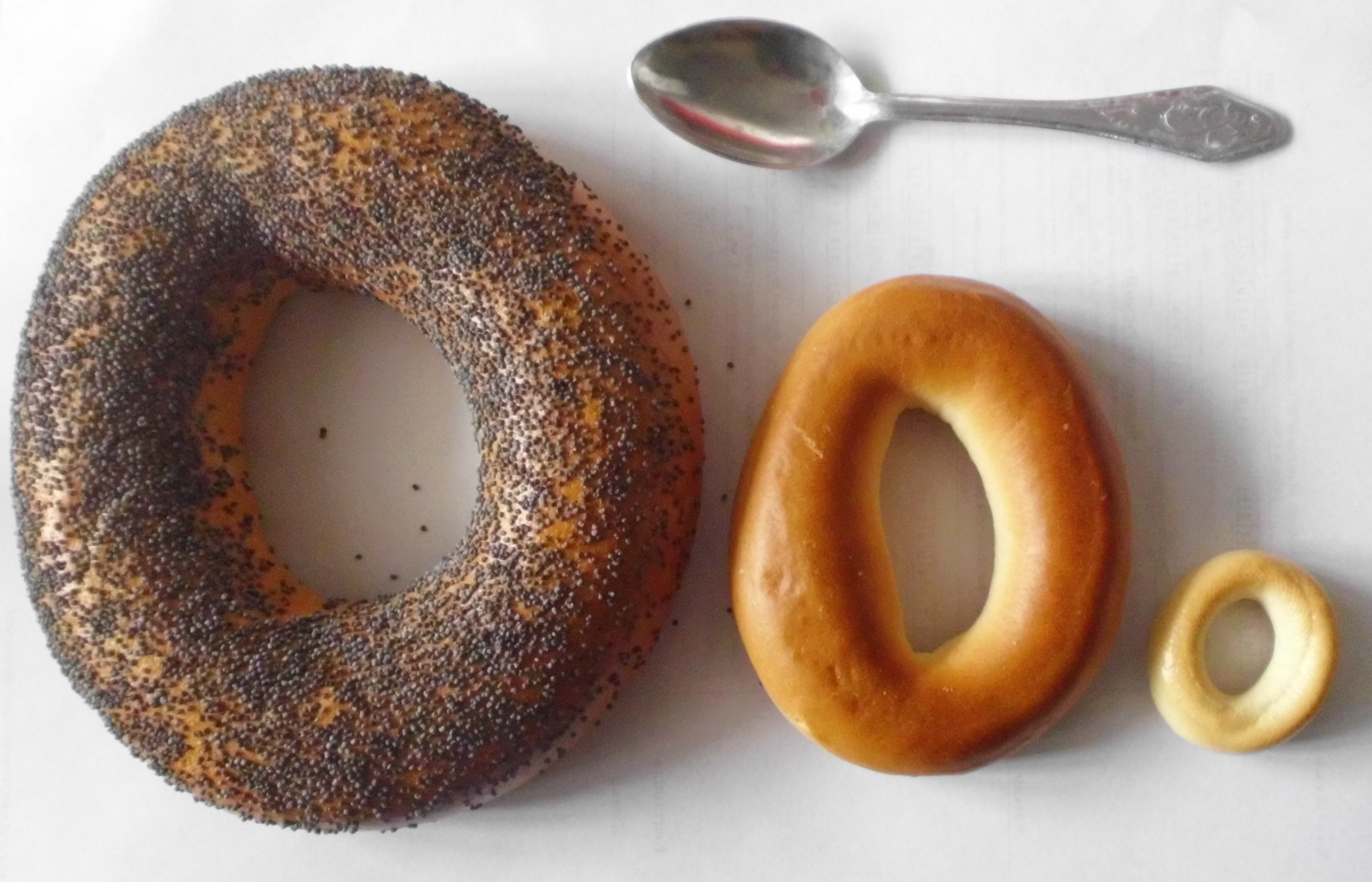
Бублик, баранка, сушка
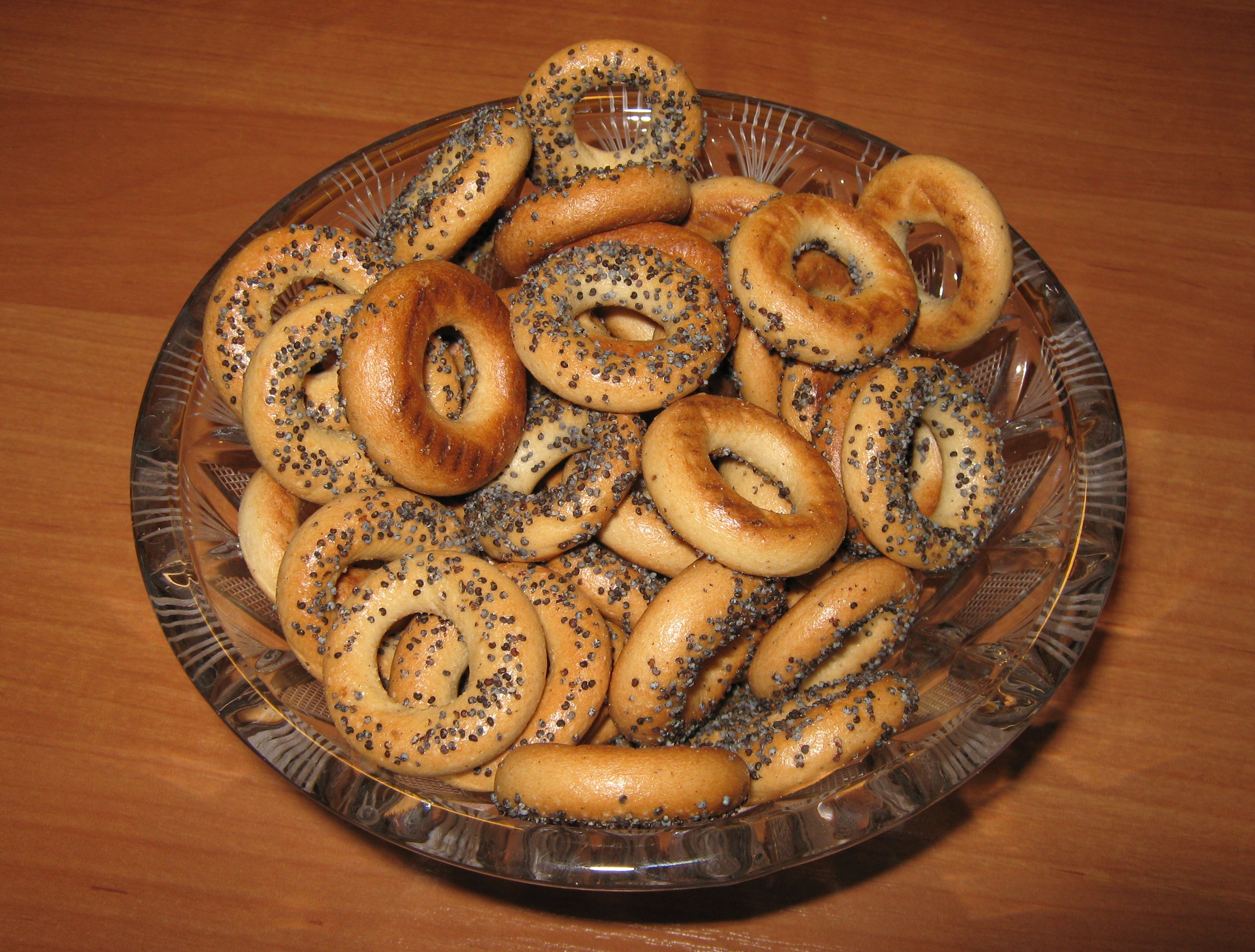
Сушки с маком
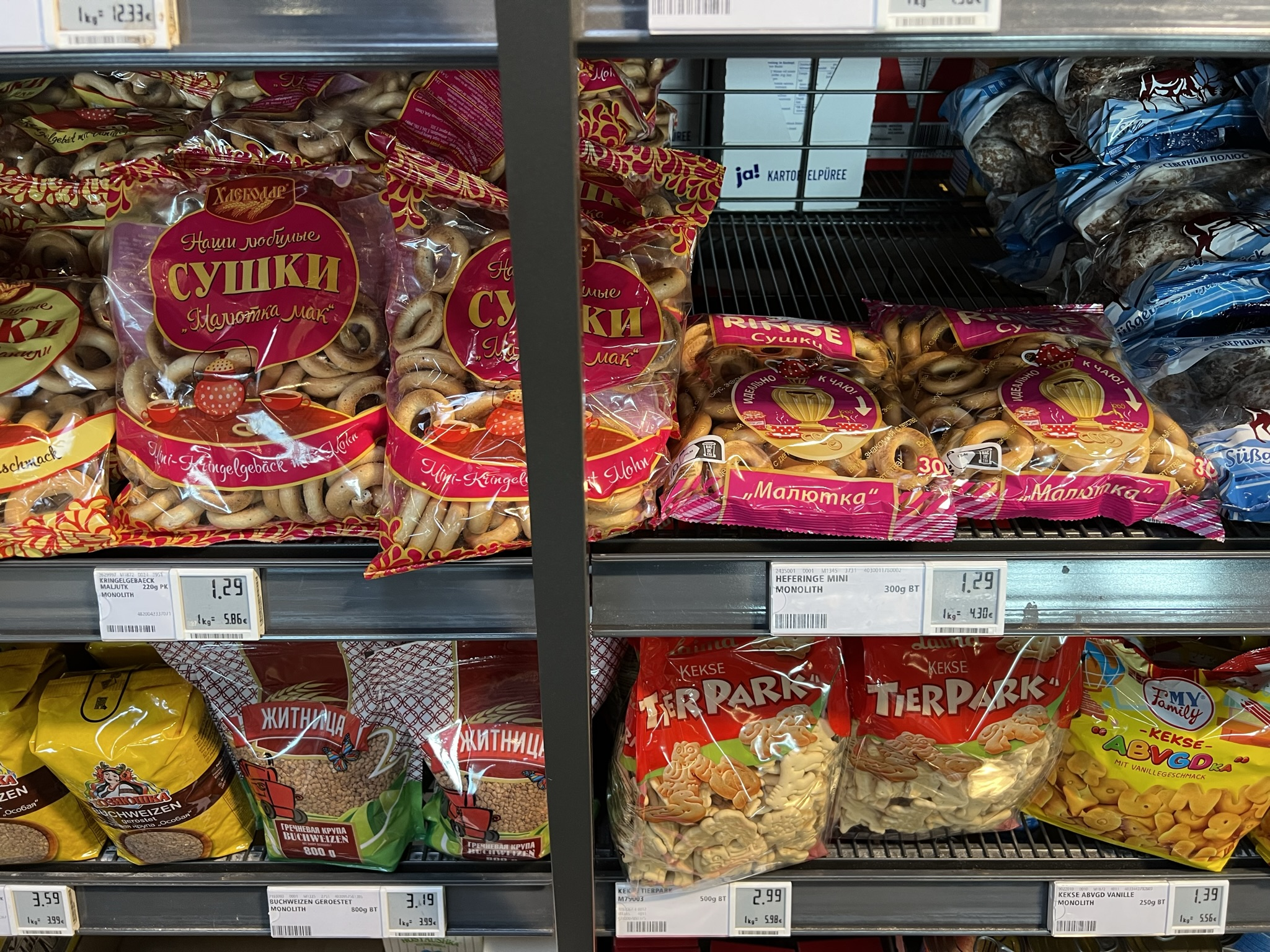
Сушки в супермаркеті. М. Лемго, Німеччина